# Лука з Тернополя
Лука з Тернополя (роки та місце народження і смерті невідомі) — український перекладач другої половини XVI століття.

## Життєпис
1569 року в місті Тернополі переклав староукраїнською мовою 16 книг Старого Завіту, серед яких — П'ятикнижжя Мойсея, Книга Ісуса Навина, Книга Суддів та інші. В останній книзі Ісуса Сирахова нема закінчення рукопису.
На думку дослідників, за основу своєї роботи Лука взяв переклади «Біблії» Франциска Скорини.
У перекладі, який написаний чистим кириличним письмом, є книги, що не увійшли у видання доктора Франциска Скорини, зокрема у «Біблію руську». У кінці П'ятикнижжя рукопису є приписка —
|  | Божею помощью повельліемь же и пильностію худаго человька на имя Луки вь неславнемь градь Тернополь, Лѣта 1596 |

Рукопис зберігався у бібліотеці Варшавського університету (Польща). Його характеризували в наукових працях Яків Головацький, Йоахім Лелевель, Г. Ступницький, Іван Франко.